# Mułowy Stawek
Mułowy Stawek (też: Południowy Stawek) – niegdyś stały, obecnie okresowy naturalny zbiornik wodny na południowych stokach Babiej Góry w Beskidzie Żywieckim, jeden z najwyżej położonych stawków w masywie babiogórskim. 

## Położenie
Leży w strefie kosodrzewiny na wysokości 1465 m n.p.m. (według niektórych źródeł 1462 m n.p.m.), na obszarze tzw. Wolarni, na południe od wzniesienia Gówniaka (Wołowych Skałek). Znajduje się w długiej, biegnącej spod grzbietu na południe trawiastej rozpadlinie, częściowo zarastającej kosodrzewiną.

## Pochodzenie
Mułowy Stawek powstał w płytkiej niszy osuwiskowej, uszczelnionej od spodu warstwami nieprzepuszczalnych skał.

## Hydrografia
Misa jeziorna o kształcie nieregularnym znajduje się w dolnej części wspomnianej rozpadliny. Zbiornik nie posiada stwierdzonego zasilania ani odpływu widocznymi ciekami powierzchniowymi, ani też widocznego zasilania dennego. Zasilany jest przez opady i wody z topniejącego śniegu, a stan wody jest zmienny w szerokim zakresie. Dno jest w części muliste (stąd nazwa), częściowo porośnięte roślinnością trawiastą, a woda jest najczęściej mętna.
Wymiary stawu są bardzo zmienne. Według pomiarów Józefa Szaflarskiego z 1930 r. długość stawu wynosiła 20 m, szerokość 12 m, powierzchnia ok. 200 m², a jego głębokość maksymalna ok. 3 m. Pomiary z lat 1962-1963 wykazały znaczne zmniejszenie się misy stawu, którego wymiary wynosiły (wiosną, przy najwyższym stanie wody) 12 m (długość) na 7 m (szerokość) i głębokość 0,4 m. 
Stawek Mułowy zamarza często już pod koniec października i pozostaje skuty lodem do maja.

## Fauna
Biorąc pod uwagę, że trwała pokrywa lodowa utrzymuje się na stawie średnio przez 6,5 miesiąca oraz uwzględniając, że zbiornik często latem wysycha, można obliczyć, że okres aktywnego życia zwierzęcego w jego wodach wynosi zaledwie 2 do 3 miesięcy w roku. Z tego względu fauna stawku jest ograniczona do kilku gatunków drobnych bezkręgowców z rodzin kałużnicowatych i pływakowatych. Sporadycznie spotykany jest w nim również kumak górski.